# Samsung Gear Live
Samsung Gear Live（サムスン・ギアライブ）とは、韓国のサムスン電子によって開発されたAndroid Wear搭載のスマートウォッチである。2014年6月26日にGoogle I/Oで発表された。

## ハードウェア
防水基準の指標であるIP67が認定されている。ストラップバンドは交換可能になっている。

## ソフトウェア
Google Nowに対応しており、通知を受け取ることが可能。